# Sello laberíntico

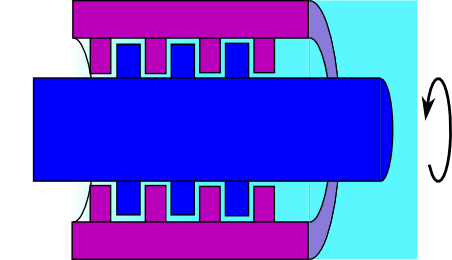
Esquema de un sello laberíntico simple.

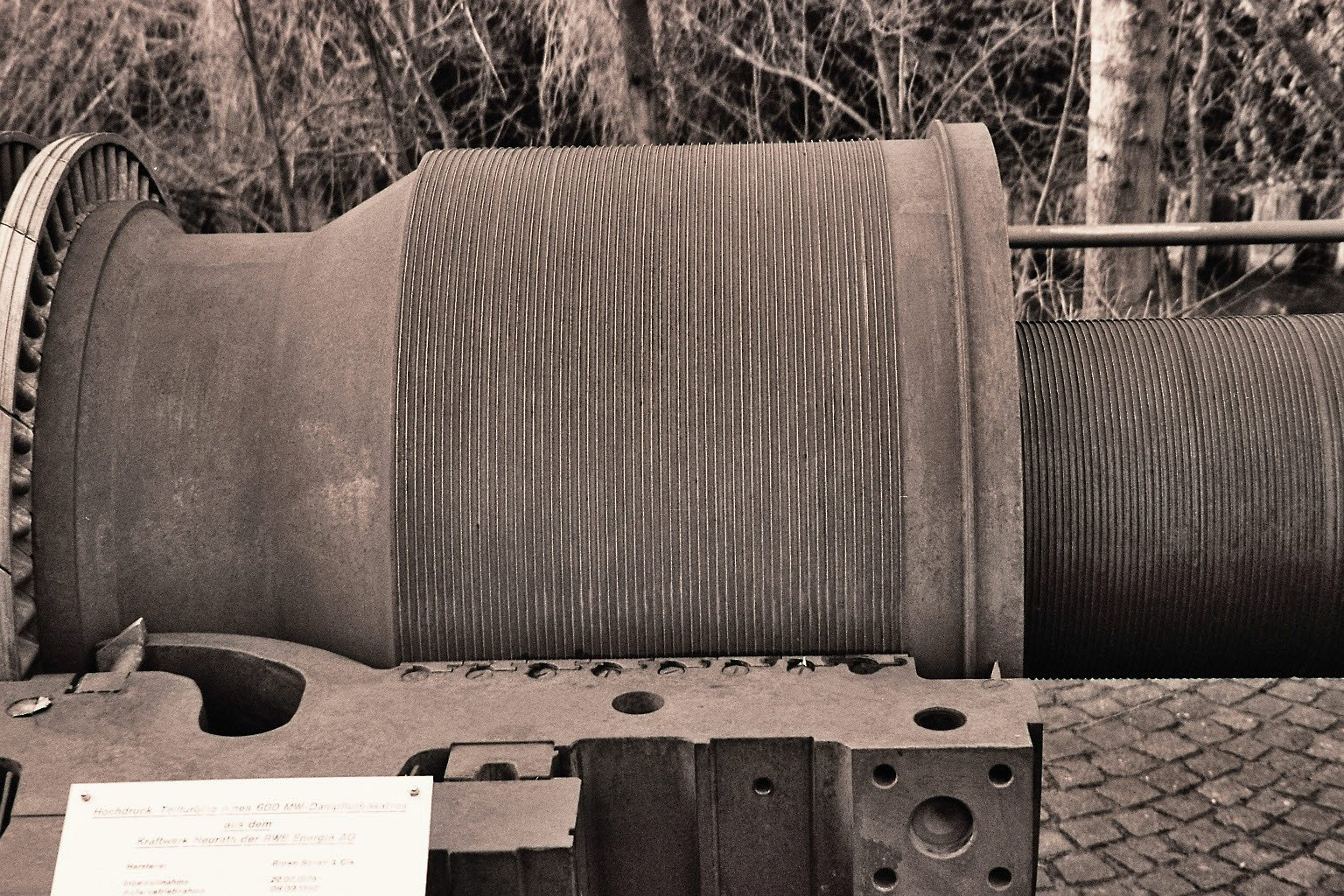
Sello laberíntico en una turbina de vapor.

Un sello laberíntico es un sello mecánico que se utiliza en torno a un eje para prevenir la pérdida de aceite u otros fluidos. 
Un sello laberíntico está compuesto de numerosas ranuras rectas que se ajustan en torno a un eje, o dentro de una perforación, de forma tal que el fluido deba pasar por un largo y difícil camino para poder escapar. A veces poseen marcas en forma de tornillo en las porciones exterior e interior. Estas se encastran de manera de definir el camino largo característico necesario para disminuir la fuga de fluido. En el caso de sellos laberínticos en ejes que rotan, debe existir muy poca holgura entre los bordes del laberinto y la superficie sobre la cual deslizan.
Los sellos tipo laberinto de ejes rotatorios permiten obtener características de sellado sin necesidad que las dos superficies entren en contacto, para ello se controla el paso del fluido a través de varias cámaras mediante la acción de la fuerza centrífuga, como también mediante la formación de diversos vórtices en sitios predeterminados. A velocidades más elevadas, las fuerzas centrífugas, obliga al fluido a desplazarse hacia afuera alejándose de los canales. En forma similar, si las cámaras del laberinto han sido diseñadas en forma correcta, todo líquido que ha escapado de la cámara principal, queda retenido en la cámara laberíntica, donde se lo fuerza a desarrollar un movimiento de vórtice. Este movimiento ayuda a prevenir la fuga del fluido, y también ayuda a repeler otro fluido. A causa de que los sellos laberínticos no requieren que las dos superficies a sellar estén en contacto, los mismos no sufren de desgaste mecánico.
Las turbinas utilizan sellos laberínticos, ya que los mismos no generan fricción, lo cual es altamente conveniente cuando se deben desarrollar elevadas velocidades de rotación. 
Los sellos laberínticos son también utilizados en pistones de motores de combustión, los cuales los utilizan para retener aceite y sellar contra las altas presiones durante los tiempos de compresión y combustión, como también en otros ejes que no rotan. En estos usos, la existencia de un camino largo e intrincado, combinado con el desarrollo de vórtices controlados del fluido y alguna acción limitada de contacto lo que produce el sellado.
- Datos: Q1753214